# Disastro del Victoria Hall
Il disastro del Victoria Hall avvenne il 16 giugno 1883 al teatro Victoria Hall di Sunderland, in Inghilterra. A causa della morte per asfissia di 183 bambini, di età tra i 3 e i 14 anni, il disastro è classificato come il peggiore del suo genere mai avvenuto nella storia britannica.

## L'accaduto
Il 16 giugno 1883, uno spettacolo di varietà per bambini fu presentato in un tour dagli animatori Fay, marito e moglie. Lo show magico itinerante, consisteva in un ampio numero di trucchi e illusioni e non causò incidenti, eccetto quando uno sbuffo di fumo durante uno dei trucchi colpì alcuni bambini in prima fila, facendoli stare male.
Alla fine dello spettacolo, fu fatto un annuncio riguardo al fatto che dei bambini con alcuni biglietti numerati avrebbero ricevuto un premio all'uscita. Nel frattempo, gli animatori iniziarono a distribuire dal palco dei doni ai bambini in platea. Preoccupati dal fatto di non poterli avere, molti dei circa 1100 bambini presenti in galleria corsero verso le scale che portavano al piano inferiore.
Alla fine delle scale, c'era una porta che si apriva verso l'interno ed era stata chiusa in modo da lasciare spazio di entrata ad un solo bambino alla volta. Si ritenne che questa chiusura fu fatta per controllare i biglietti in modo appropriato. Con pochi adulti accompagnatori a mantenere l'ordine, i bambini si precipitarono giù per le scale arrivando alla porta. Quelli che si trovavano davanti rimasero intrappolati e furono schiacciati a morte dalla moltitudine degli altri presenti dietro di loro.
Quando gli adulti presenti nel teatro capirono cosa stava accadendo si precipitarono alla porta, ma non riuscirono ad aprirla per intero in quanto si apriva dal lato dei bambini. Il custode Frederick Graham cercò invano di aprire totalmente la porta, dopo di che corse a un'altra scala conducendo ad un'uscita sicura circa 600 bambini. Nel frattempo, altri adulti spinsero i bambini uno ad uno attraverso la stretta apertura, prima che un uomo riuscisse a scardinare la porta.
Nel suo racconto, nel 1894, il sopravvissuto William Codling Jr., descrisse la vicenda e come si accorse che attorno a lui altri bambini stessero morendo:

## Conseguenze

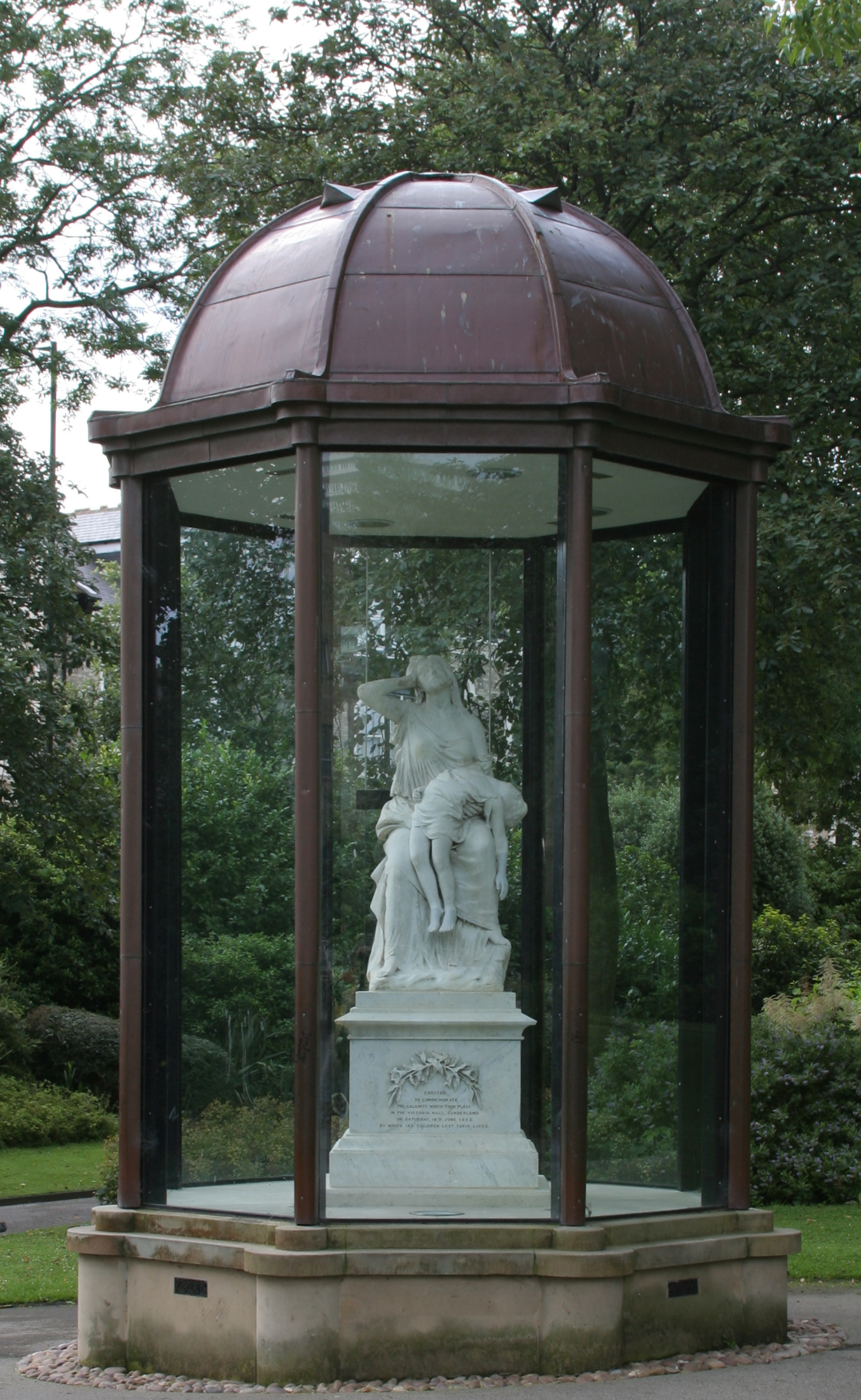
Il Memoriale del disastro di Victoria Hall a Mowbray Park

Con la morte per asfissia di 183 bambini tra i 3 e i 14 anni, il disastro è il peggiore del suo genere mai avvenuto nella storia britannica. La Regina Vittoria inviò un messaggio di condoglianze alle famiglie e contribuì alla raccolta fondi.
Le donazioni inviate da tutto il Regno Unito raggiunsero le 5.000 sterline dell'epoca (l'equivalente di 514.855 sterline del 2020) e furono usate per i funerali dei bambini e per la costruzione di un memoriale a Mowbray Park. Il memoriale rappresentante una madre sofferente che tiene un bambino morto, fu in seguito spostato al cimitero di Bishopwearmouth dove si degradò gradualmente e divenne oggetto di attacchi vandalici. Nel 2002, la statua di marmo fu restaurata per 63.000 sterline e spostata a Mowbray Park con una copertura di protezione.
Gli articoli di giornale dell'epoca causarono oltraggio nazionale e l'inchiesta successiva portò al cambio di legislazione riguardante gli eventi di intrattenimento pubblico, prevendendo un minimo obbligatorio di uscite di sicurezza, portando all'invenzione delle porte di emergenza cosiddette "push bar" con apertura facilitata. Questa legge è a tutt'oggi in vigore. Nessuno fu indagato per la tragedia e la persona che aveva bloccato la porta non fu mai identificata. Il teatro Victoria Hall fu utilizzato fino al 1941 quando fu distrutto da una bomba durante la seconda guerra mondiale.
La Sunderland Old Township Heritage Society ha inaugurato dei memoriali annuali per la vicenda nel 2010.
Il disastro fu di ispirazione per il poema del poeta scozzese William McGonagall intitolato La catastrofe di Sunderland.